# Njaarke sameby

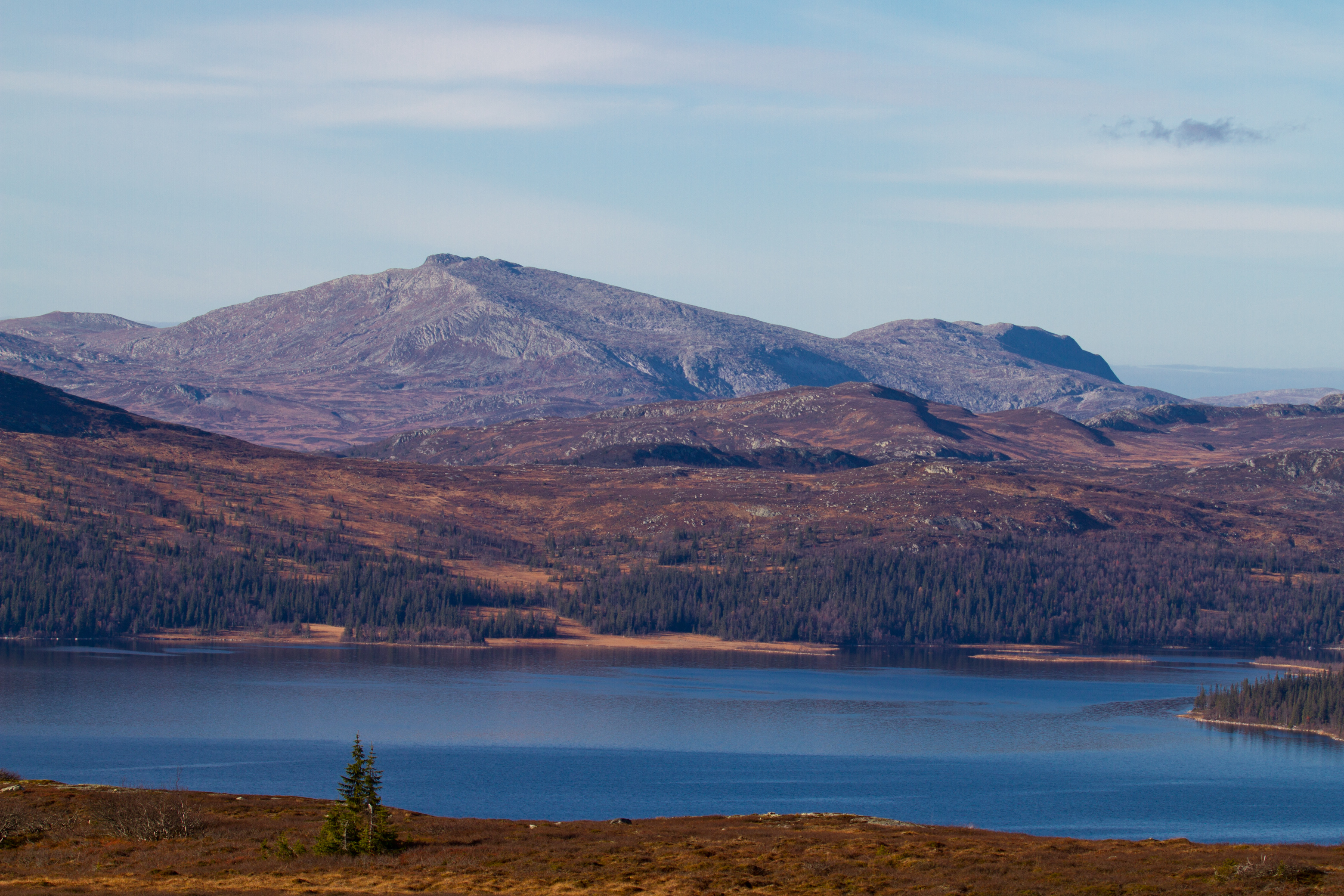
Vy mot Mjölkvattsfjället inom Njaarke samebys åretruntmarker. Sjön i förgrunden är Övre Oldsjön.

Njaarke sameby (tidigare Sösjö sameby) är en sameby med åretruntmarker i framför allt Åre kommun men även Krokoms kommun i Jämtland. Inom samebyns område har omfattande arkeologiska och palynologiska undersökningar genomförts, vilket givit indikationer på sydsamisk närvaro och renskötsel från och med åtminstone medeltiden, kanske redan från järnåldern.

## Näringsutövning
I samebyn fanns 2014 fyra registrerade renskötselföretag. Högsta tillåtna renantal är 2 700 djur i vinterhjorden. Byområdet omfattar 5 050 km2. En modern renskötselanläggning finns vid Tjovre (Tjouren) väster om sjön Mealhka eller Stor-Mjölkvattnet.

## Stenåldersfynd
Inom samebyns marker finns ett stort antal fornlämningar. Vid sjön Mealhka/Stor-Mjölkvattnet finns lämningar efter stenåldersbosättningar, bland annat lämningar efter redskapstillverkning. Vid det gamla samevistet Tjouren har en skrapa och avslag av flinta och kvartsit påträffats. Mellan Stor-Burvattnet och Lill-Burvattnet finns bland annat fångstgropar.

## Tidiga indikationer på samisk närvaro och renskötsel
Inom Njaarke sameby bedrevs under 1990- och 2000-talen ett omfattande dokumentationsarbete av samiska kulturlämningar där samebyns medlemmar samarbetade med arkeologer från Länsstyrelsen i Jämtlands län, Jämtlands läns museum och Riksantikvarieämbetet. En del lämningar daterades med kol-14-metoden och pollenprover togs från några platser för att dokumentera hur vegetationen och markanvändningen sett ut långt tillbaka i tiden. Projektet gav upphov till en mängd rön som givit en ny bild av samisk närvaro och renskötselns framväxt i norra Jämtland.

### Tjovre
Vid det gamla vistet Tjovre (Tjouren) har kol från fem härdar av samisk typ daterats  till perioden från slutet av 1400-talet till början av 1800-talet. År 2004 togs ett pollenprov i en myr i närheten av rengärdet. Analysen visade på en svag kulturpåverkan redan vid mitten av första årtusendet efter Kristus. Exakt vad detta innebär är dock svårt att säga. Enligt en tolkning tyder pollenanalysen på att det fanns öppningar i björkskogen, troligen renvallar, från och med 1100-talet, vilket skulle innebära att tamrenskötsel bedrivits i området åtminstone från denna tid.

### Kruanavaajje
Kruanavaajje (ofta stavat Kruanavaajja eller Krönavajje) är en annan plats inom samebyn, belägen strax väster om Buvriejaevrie eller Stor-Burvattnet, där det in i historisk tid funnits ett viste. Här har en härd av samisk typ daterats till 2000 före Kristus, medan två andra härdar och en kokgrop har daterats till 500–600 efter Kristus. En pollenanalys har visat att den tidigare örtvegetationen från och med 1200-talet ersattes med betesgynnade växter såsom ängssyra, gräs och en och att området därefter kontinuerligt nyttjats för bete fram till nutid. Kjell-Åke Aronsson, som tidigare undersökt skogssamiska områden i Arvidsjaurs kommun med liknande metoder, menar att påverkan på vegetationen var betydligt starkare i Kruanavaajje än i norra Lappland vid samma tid och att det sannolikt rörde sig om en etablerad rennomadism med ett landskap präglat av öppna renvallar.

### Sösjön
Även kring Sösjön finns visten som använts fram till början av 1900-talet. Vid sjöns nordvästra del ligger även en fäbodvall, Sösjövallen, som nyttjades av bönderna i trakten. Två kokgropar vid Sösjöns norra del har daterats till 700- eller 800-talen e.Kr. År 2001 hittades en tidigare okänd boplats, också vid sjöns norra del, med flera kåtatomter, ett tiotal järnpilspetsar, en spjutspets, knivblad, eldstål och järnslagg. Järnsmide förekom. Dateringar visar att boplatsen var bebodd under perioden 1000-1300 e.Kr. Ett pollenprov från fjällsluttningen öster om Sösjön tyder på svag kulturpåverkan från 1200-talet och kraftig kulturpåverkan från 1500-talet. Ett annat pollenprov, från en myr vid Rödvattsån eller Råafajohkk, visade att det omkring år 1000 e.Kr. fanns en öppning i skogen motsvarande en renvall.

### Bjällvattnet
Vid den lilla sjön Bjällvattnet eller Beallajaevrie har analyser av pollenprover visat att vegetationen varit kulturpåverkad från och med 700–800-talen. En tydlig nedgång skedde under 1300- och 1400-talen, men från och med 1500-talet är kulturpåverkan återigen stark, vilket tolkats som att området då användes för intensiv renskötsel. Flera samiska förvaringsgropar och en gammal renvall har hittats i området. Nedgången under 1300- och 1400-talen har tolkats som en effekt av digerdöden och den därpå följande kristiden.

## Historia

### Sösjö skattefjäll
År 1645 blev området svenskt efter att ha hört till Norge. I den första jordeboken (1646) från Offerdals socken, dit området då hörde, anges att det fanns ett tiotal skattebetalande samer i Offerdalsfjällen. Endast de samer som betalade skatt, skattelapparna, är namngivna. Från 1718 anges i jordböckerna endast namnen på de skattefjäll som skatten betalades för. I jordeboken för Offerdal anges Ansictsfjället, Grubbdalzfjället, Steenfjället, Ållderfjäll, Sösiöfjäll och Kåhlåsfjäll. Större delen av nuvarande Njaarke sameby ligger inom det som så var Sösjö skattefjäll. När Sösjö skattefjäll avvittrades 1847–1853 fanns där tio hushåll med sammanlagt 37 personer och 5 000 renar. Skattefjällets yta minskade i samband med avvittringen med ungefär åtta procent.

### Nybyggare i området
Den svenska inflyttningen till området har varit begränsad. Bland de första nybyggena kan Gånälven (1646), Björkede (1790) och Sandviken (1842) nämnas. Fäbodvallen Sösjövallen togs upp i början av 1800-talet av bönder från Ede i Offerdals socken.

### Lappbyn bildas och blir sameby
År 1889 upphörde skattefjällssystemet i och med att 1886 års renbeteslag trädde ikraft. Hädanefter skulle samerna bedriva renskötsel kollektivt inom lappbyar. Sösjö skattefjäll kom tillsammans med Ansätten, Stenfjäll, Grubbdalsfjäll och Oldfjällen att bilda Offerdals lappby. Under några år kring sekelskiftet 1900 låg renskötseln helt nere till följd av dåliga betesvintrar och hårt rovdjurstryck, men 1910 återupptogs renskötseln. År 1915 delades byn i Offerdals västra lappby respektive Offerdals östra lappby. Den västra byn bytte 1930 namn till Sösjö lappby, från och med 1971 Sösjö sameby. Idag har denna by återtagit det gamla namnet Njaarke sameby.

### Byn på 1940-talet

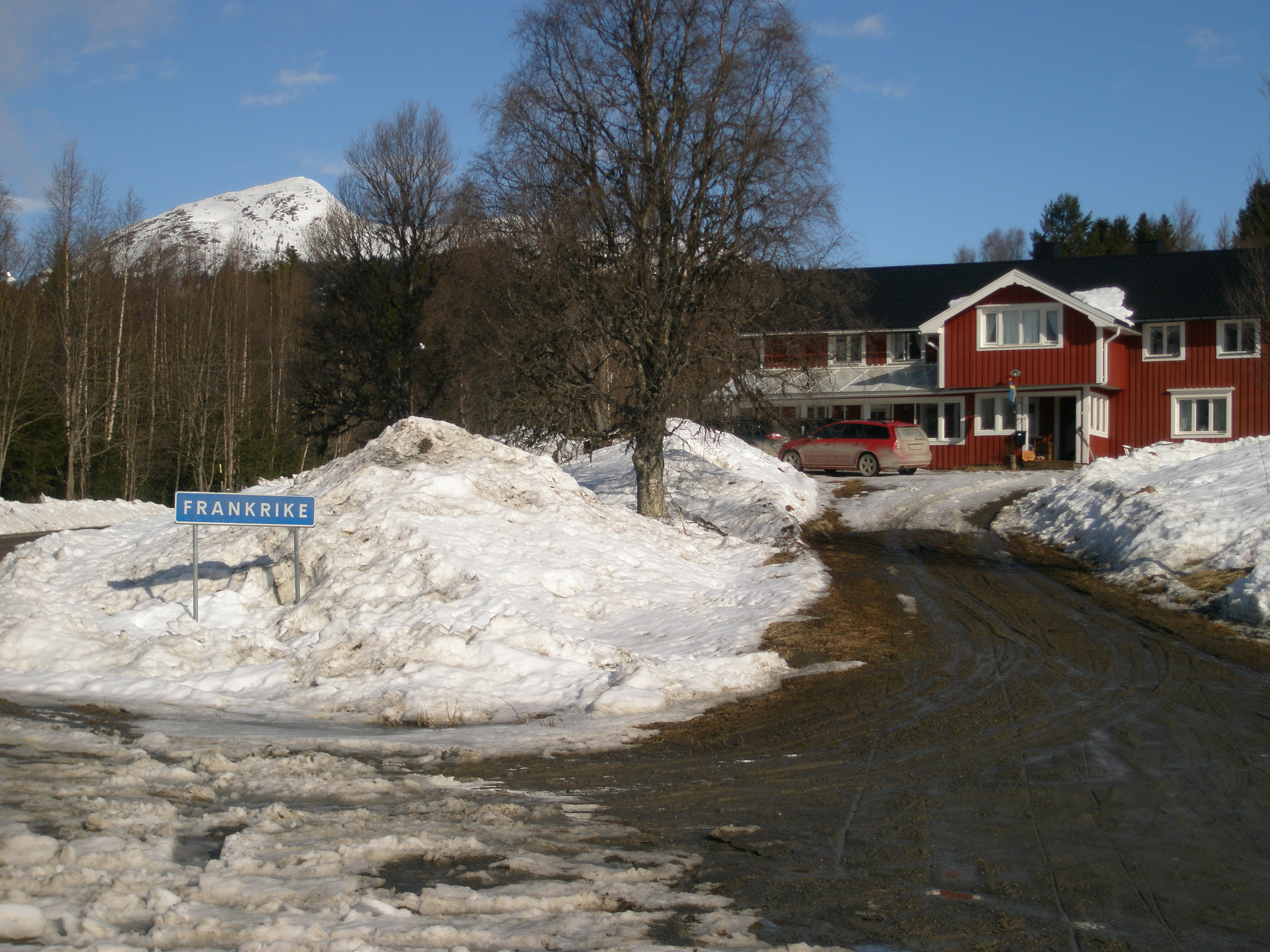
En av gårdarna i Frankrike.

I början av 1940-talet bestod Sösjö lappby, som den då hette, av fyra familjer. De hade ett gemensamt sommarviste vid Tjovre väster om sjön Mealhka eller Stor-Mjölkvattnet där renskötarna bodde i torvkåta eller stuga från slutet av april till början av december. Under sommaren skedde kalvmärkning och sommarskiljning i hagar vid Tjovre och Kruanavaajje. Från sommarlandet förflyttade sig renskötarna till Frankrike med båt och till fots. En av familjerna hade en gård i Frankrike och stannade där över vintern, medan övriga färdades med bil och buss till vinterkvarter längre ned i Jämtland. Inför vintern skedde skiljningar i december i en hage vid Långsådalen sydost om Övre Lill-Mjölkvattnet. Fram till 1935 skedde förflyttningarna med ren och ackja. Klövjerenar slutade användas vid sekelskiftet 1900.